# Bürgenstock
Bürgenstock är ett berg i Schweiz.   Det ligger i distriktet Luzern-Stadt och kantonen Luzern, i den centrala delen av landet, 70 km öster om huvudstaden Bern. Toppen på Bürgenstock är 1 128 meter över havet, eller 679 meter över den omgivande terrängen. Bredden vid basen är 5,9 km. Bürgenstock ligger vid Vierwaldstättersjön.
Terrängen runt Bürgenstock är bergig åt sydost, men åt nordväst är den kuperad. Runt Bürgenstock är det ganska tätbefolkat, med 179 invånare per kvadratkilometer.. Närmaste större samhälle är Luzern, 8,9 km nordväst om Bürgenstock. 
I omgivningarna runt Bürgenstock växer i huvudsak blandskog.